# Seznam poslancev 4. državnega zbora Republike Slovenije
Seznam slovenskih poslancev, ki so bili izvoljeni leta 2004 v 4. državni zbor Republike Slovenije in katerih mandat se je iztekel leta 2008.

## Seznam
| #    | Slika | Ime                      | Poslanska skupina | Opombe |
| ---- | ----- | ------------------------ | ----------------- | --- |
| 1.   |       | Anton Anderlič           | LDS               | izvoljen neposredno v DZ RS |
| 2.   |       | Josip Bajc               | SLS               | izvoljen neposredno v DZ RS |
| 3.   |       | Andrej Bajuk             | NSi               | izvoljen neposredno v DZ RS; 16. decembra 2004 ga je nadomestil Ciril Testen |
| 4.   |       | Bogdan Barovič           | SNS               | izvoljen neposredno v DZ RS |
| 5.   |       | Roberto Battelli         | Narodni skupnosti | izvoljen neposredno v DZ RS |
| 6.   |       | Samo Bevk                | ZLSD              | izvoljen neposredno v DZ RS |
| 7.   |       | Stanislav Brenčič        | SLS               | izvoljen neposredno v DZ RS |
| 8.   |       | Andrej Bručan            | SDS               | izvoljen neposredno v DZ RS; 16. decembra 2004 ga je nadomestila Polonca Dobrajc                                                                                                |
| 9.   |       | Franc Capuder            | SLS               | nadomestni poslanec; 16. decembra 2004 nadomestil Janeza Drobniča ; po prenehanju mandata ministra Drobniča in njegovi vrnitvi v DZ RS leta 2006 mu je prenehal mandat poslanca |
| 10.  |       | France Cukjati           | SDS               | izvoljen neposredno v DZ RS predsednik Državnega zbora Republike Slovenije |
| 11.  |       | mag. Milan M. Cvikl      | LDS               | izvoljen neposredno v DZ RS |
| 12.  |       | Zvonko Černač            | SDS               | nadomestni poslanec; 16. decembra 2004 nadomestil Milana Zvera |
| 13.  |       | Polonca Dobrajc          | SDS               | nadomestni poslanec; 16. decembra 2004 nadomestil Andreja Bručana |
| 14.  |       | Janez Drobnič            | NSi SDS           | izvoljen neposredno v DZ RS; 16. decembra 2004 ga je nadomestil Franc Capuder od 2006                                                                                           |
| 15.  |       | Geza Džuban              | LDS               | izvoljen neposredno v DZ RS |
| 16.  |       | Andrej Fabjan            | SLS               | nadomestni poslanec; julija 2008 nadomestil Kristijana Janca |
| 17.  |       | Jožef Ficko              | SDS               | nadomestni poslanec; 16. decembra 2004 nadomestil Miroslava Lucija |
| 18.  |       | dr. Slavko Gaber         | LDS               | izvoljen neposredno v DZ RS |
| 19.  |       | dr. Pavel Gantar         | LDS               | izvoljen neposredno v DZ RS |
| 20.  |       | Ljubo Germič             | LDS               | izvoljen neposredno v DZ RS |
| 21.  |       | Ivan Grill               | SDS               | nadomestni poslanec; 16. decembra 2004 nadomestil Andreja Vizjaka |
| 22.  |       | mag. Branko Grims        | SDS               | izvoljen neposredno v DZ RS |
| 23.  |       | Aleš Gulič               | LDS               | izvoljen neposredno v DZ RS |
| 24.  |       | Matjaž Han               | ZLSD              | izvoljen neposredno v DZ RS |
| 25.  |       | Bojan Homan              | SDS               | oktobra 2006 zamenjal Pavla Ruparja |
| 26.  |       | Franc Horvat             | ZLSD              | izvoljen neposredno v DZ RS |
| 27.  |       | Jožef Horvat             | NSi               | izvoljen neposredno v DZ RS |
| 28.  |       | Robert Hrovat            | SDS               | izvoljen neposredno v DZ RS |
| 29.  |       | Srečko Hvauc             | SDS               | izvoljen neposredno v DZ RS |
| 30.  |       | Eva Irgl                 | SDS               | izvoljena neposredno v DZ RS |
| 31.  |       | Kristijan Janc           | SLS               | izvoljen neposredno v DZ RS; umrl 3. julija 2008; nadomestil ga je Andrej Fabjan                                                                                                |
| 32.  |       | Janez Janša              | SDS               | izvoljen neposredno v DZ RS; 10. decembra 2004 ga nadomestil Tomaž Štebe |
| 33.  |       | Franc Jazbec             | SDS               | izvoljen neposredno v DZ RS |
| 34.  |       | Ivan Jelen               | DeSUS             | izvoljen neposredno v DZ RS |
| 35.  |       | Zmago Jelinčič Plemeniti | SNS               | izvoljen neposredno v DZ RS |
| 36.  |       | Alenka Jeraj             | SDS               | izvoljena neposredno v DZ RS |
| 37.  |       | Miran Jerič              | LDS               | izvoljen neposredno v DZ RS |
| 38.  |       | Jožef Jerovšek           | SDS               | izvoljen neposredno v DZ RS |
| 39.  |       | Aurelio Juri             | ZLSD              | izvoljen neposredno v DZ RS |
| 40.  |       | Franc Kangler            | SLS               | izvoljen neposredno v DZ RS |
| 41.  |       | mag. Vasja Klavora       | DeSUS             | izvoljen neposredno v DZ RS |
| 42.  |       | Anton Kokalj             | NSi               | izvoljen neposredno v DZ RS |
| 43.  |       | Bojan Kontič             | ZLSD              | izvoljen neposredno v DZ RS |
| 44.  |       | Drago Koren              | NSi               | izvoljen neposredno v DZ RS |
| 45.  |       | Dimitrij Kovačič         | SDS               | izvoljen neposredno v DZ RS |
| 46.  |       | mag. Janez Kramberger    | SLS               | izvoljen neposredno v DZ RS |
| 47.  |       | Danijel Krivec           | SDS               | izvoljen neposredno v DZ RS |
| 48.  |       | Mojca Kucler Dolinar     | NSi               | izvoljena neposredno v DZ RS; 22. oktobra 2007 jo je nadomestila Majda Zupan |
| 49.  |       | Dušan Kumer              | ZLSD              | izvoljen neposredno v DZ RS |
| 50.  |       | dr. Matej Lahovnik       | LDS               | izvoljen neposredno v DZ RS |
| 51.  |       | Darja Lavtižar Bebler    | LDS               | izvoljena neposredno v DZ RS |
| 52.  |       | Mitja Ljubeljšek         | SDS               | izvoljen neposredno v DZ RS |
| 53.  |       | Miroslav Luci            | SDS               | izvoljen neposredno v DZ RS; 16. decembra 2004 ga je nadomestil Jožef Ficko |
| 54.  |       | Branko Marinič           | SDS               | izvoljen neposredno v DZ RS |
| 55.  |       | Martin Mikolič           | NSi               | izvoljen neposredno v DZ RS |
| 56.  |       | Rudolf Moge              | LDS               | izvoljen neposredno v DZ RS |
| 57.  |       | Stane Pajk               | SDS               | izvoljen neposredno v DZ RS |
| 58.  |       | dr. Marko Pavliha        | LDS               | izvoljen neposredno v DZ RS |
| 59.  |       | Breda Pečan              | ZLSD              | izvoljena neposredno v DZ RS |
| 60.  |       | Sašo Peče                | SNS               | izvoljen neposredno v DZ RS |
| 61.  |       | Rudolf Petan             | SDS               | izvoljen neposredno v DZ RS |
| 62.  |       | Milan Petek              | LDS               | izvoljen neposredno v DZ RS |
| 63.  |       | Miro Petek               | SDS               | izvoljen neposredno v DZ RS |
| 64.  |       | Marijan Pojbič           | SDS               | nadomestni poslanec; 16. decembra 2004 nadomestil Franca Pukšiča |
| 65.  |       | Alojz Posedel            | LDS               | izvoljen neposredno v DZ RS |
| 66.  |       | mag. Majda Potrata       | ZLSD              | izvoljena neposredno v DZ RS |
| 67.  |       | Miran Potrč              | ZLSD              | izvoljen neposredno v DZ RS |
| 68.  |       | Maria Pozsonec           | Narodni skupnosti | izvoljena neposredno v DZ RS |
| 69.  |       | Jakob Presečnik          | SLS               | izvoljen neposredno v DZ RS |
| 70.  |       | Mihael Prevc             | SLS               | izvoljen neposredno v DZ RS |
| 71.  |       | Srečko Prijatelj         | SNS               | izvoljen neposredno v DZ RS |
| 72.  |       | Franc Pukšič             | SDS               | izvoljen neposredno v DZ RS; 16. decembra 2004 ga je nadomestil Marijan Pojbič                                                                                                  |
| 73.  |       | Vili Rezman              | DeSUS             | izvoljen neposredno v DZ RS |
| 74.  |       | mag. Anton Rop           | LDS               | izvoljen neposredno v DZ RS |
| 75.  |       | Bojan Rugelj             | SDS               | izvoljen neposredno v DZ RS |
| 76.  |       | Pavel Rupar              | SDS               | izvoljen neposredno v DZ RS; 12. oktobra 2006 odstopil; nadomestil ga je Bojan Homan                                                                                            |
| 77.  |       | mag. Borut Sajovic       | LDS               | izvoljen neposredno v DZ RS |
| 78.  |       | dr. Mitja Slavinec       | LDS               | izvoljen neposredno v DZ RS |
| 79.  |       | Alojz Sok                | NSi               | izvoljen neposredno v DZ RS |
| 80.  |       | Bojan Starman            | SDS               | izvoljen neposredno v DZ RS |
| 81.  |       | Franc Sušnik             | SDS               | izvoljen neposredno v DZ RS |
| 82.  |       | Majda Širca              | LDS               | izvoljena neposredno v DZ RS |
| 83.  |       | Jožef Školč              | LDS               | izvoljen neposredno v DZ RS |
| 84.  |       | mag. Tomaž Štebe         | SDS               | nadomestni poslanec; 10. decembra 2004 nadomestil Janeza Janšo |
| 85.  |       | Matjaž Švagan            | LDS               | izvoljen neposredno v DZ RS |
| 86.  |       | Jože Tanko               | SDS               | izvoljen neposredno v DZ RS |
| 87.  |       | Davorin Terčon           | LDS               | izvoljen neposredno v DZ RS |
| 88.  |       | Ciril Testen             |                   | nadomestni poslanec; 16. decembra 2004 nadomestil Andreja Bajuka |
| 89.  |       | Vili Trofenik            | LDS               | izvoljen neposredno v DZ RS |
| 90.  |       | Marjetka Uhan            | NSi               | izvoljena neposredno v DZ RS |
| 91.  |       | Janko Veber              | ZLSD              | izvoljen neposredno v DZ RS |
| 92.  |       | Rudi Veršnik             | SDS               | izvoljen neposredno v DZ RS |
| 93.  |       | Andrej Vizjak            | SDS               | izvoljen neposredno v DZ RS; 16. decembra 2004 ga je nadomestil Ivan Grill |
| 94.  |       | Boštjan Zagorac          | SNS               | izvoljen neposredno v DZ RS |
| 95.  |       | Cvetka Zalokar Oražem    | LDS               | izvoljena neposredno v DZ RS |
| 96.  |       | Bogomir Zamernik         | SDS               | izvoljen neposredno v DZ RS |
| 97.  |       | Milenko Ziherl           | SDS               | izvoljen neposredno v DZ RS |
| 98.  |       | Majda Zupan              | NSi               | nadomestna poslanka; 22. oktobra 2007 nadomestila Mojco Kucler Dolinar |
| 99.  |       | Milan Zver               | SDS               | izvoljen neposredno v DZ RS; 16. decembra 2004 ga je nadomestil Zvonko Černač                                                                                                   |
| 100. |       | Barbara Žgajner Tavš     | SNS               | izvoljena neposredno v DZ RS |
| 101. |       | mag. Franc Žnidaršič     | DeSUS             | izvoljen neposredno v DZ RS |